# Дашт (Армения)
Дашт (арм. Դաշտ) — село в Армавирской области Армении. Основано в 1926 году.

## География
Село расположено в северо-восточной части марза, при автодороге , на расстоянии 27 километров к северо-востоку от города Армавир, административного центра области. Абсолютная высота — 945 метров над уровнем моря.
Климат
Климат характеризуется как семиаридный (BSk в классификации климатов Кёппена). Среднегодовая температура воздуха составляет 11,6 °C. Средняя температура самого холодного месяца (января) составляет −3,2 °С, самого жаркого месяца (июля) — 24,7 °С. Расчётная многолетняя норма атмосферных осадков — 318 мм. Наибольшее количество осадков выпадает в мае (55 мм).

## Население
| Год переписи | Население          | Население          | Население          | Население            | Население            | Население            |
| Год переписи | Наличное население | Наличное население | Наличное население | Постоянное население | Постоянное население | Постоянное население |
| Год переписи | Всего              | Мужчины            | Женщины            | Всего                | Мужчины              | Женщины              |
| ------------ | ------------------ | ------------------ | ------------------ | -------------------- | -------------------- | -------------------- |
| 2001         | 752                | 362                | 390                | 723                  | 344                  | 379                  |
| 2011         | 692                | 337                | 355                | 780                  | 389                  | 391                  |

| Год  | Численность | Численность |
| ---- | ----------- | ----------- |
| 1926 | 40          | [ 8 ]       |
| 1939 | 228         | [ 8 ]       |
| 1959 | 394         | [ 8 ]       |
| 1970 | 500         | [ 8 ]       |
| 1979 | 497         | [ 8 ]       |
| 1989 | 634         | [ 9 ]       |
| 2001 | 723         | [ 8 ]       |
| 2011 | 780         | [ 10 ]      |